# Kanton Chelles
Der Kanton Chelles ist seit 1964 ein französischer Wahlkreis im Arrondissement Torcy im Département Seine-et-Marne und in der Region Île-de-France.

## Gemeinden
Der Kanton besteht seit der landesweiten Neuordnung der französischen Kantone 2015 aus der gesamten Stadt Chelles. Zuvor bestand er nur aus einem Teil von Chelles, wobei der restliche Teil zum ehemaligen Kanton Vaires-sur-Marne gehörte.